# Santolina chamaecyparissus
Santolina chamaecyparissus, Linn., đồng nghĩa S. incana, Lam. (tiếng Anh Cotton Lavender hoặc Gray Santolina) là một thực vật có hoa thuộc họ Asteraceae, bản địa của vùng Địa Trung Hải.

## Hình ảnh

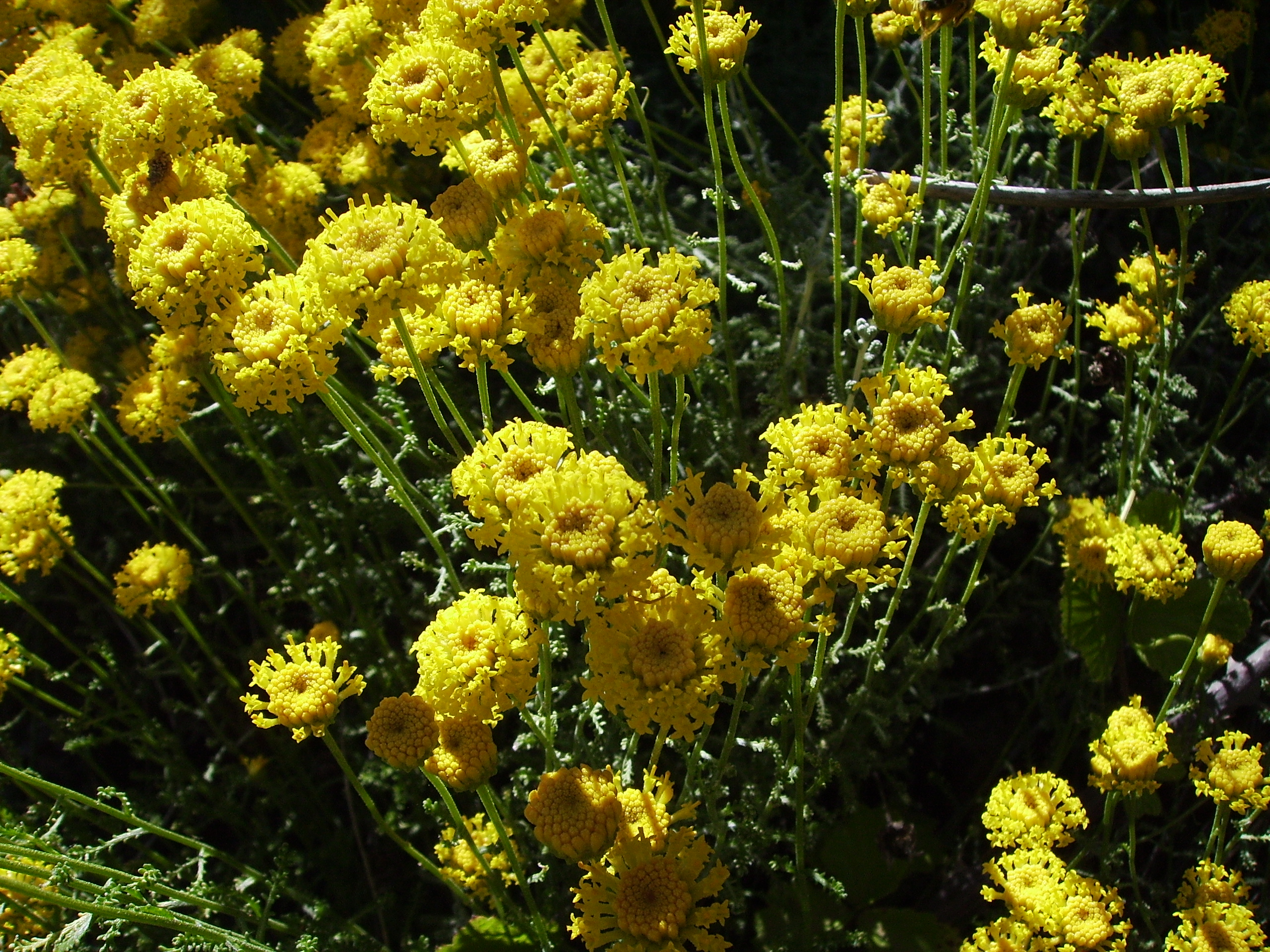
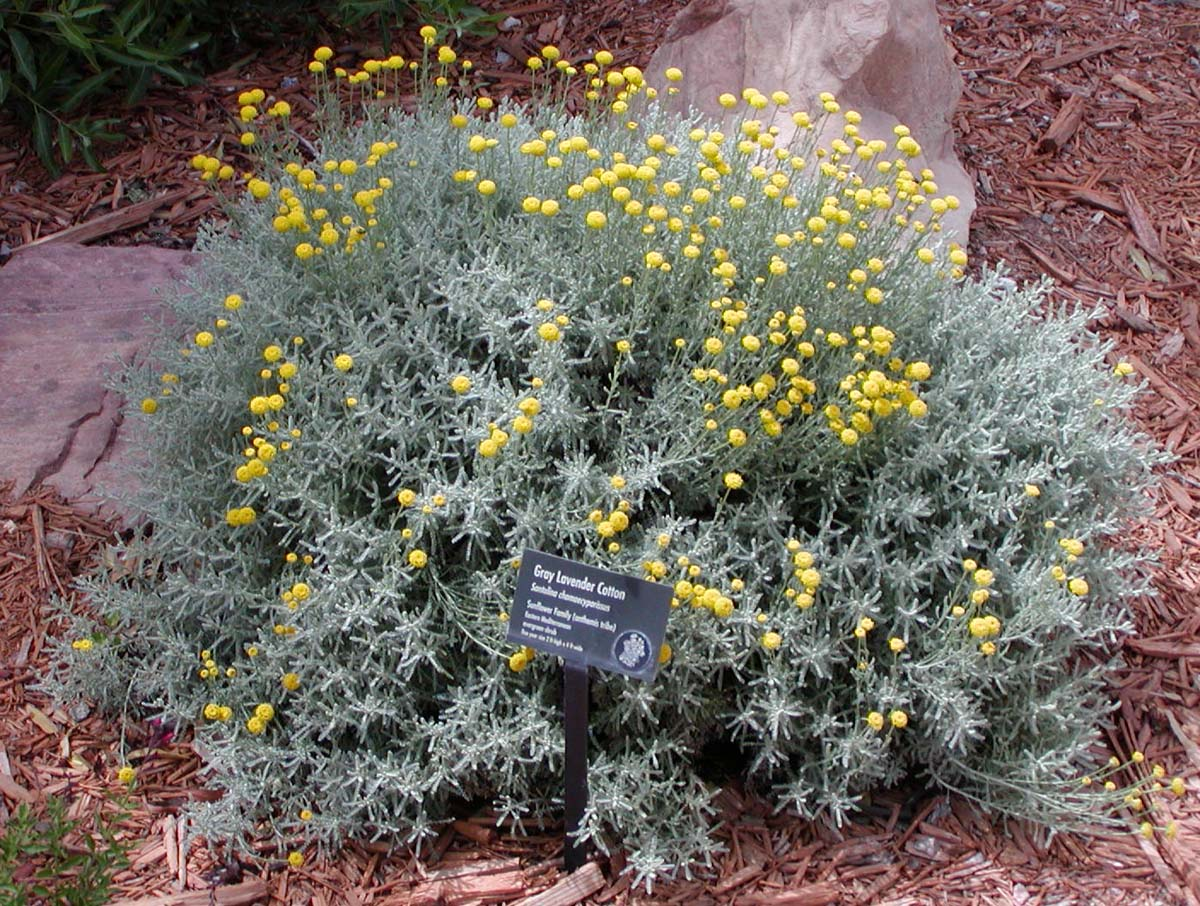
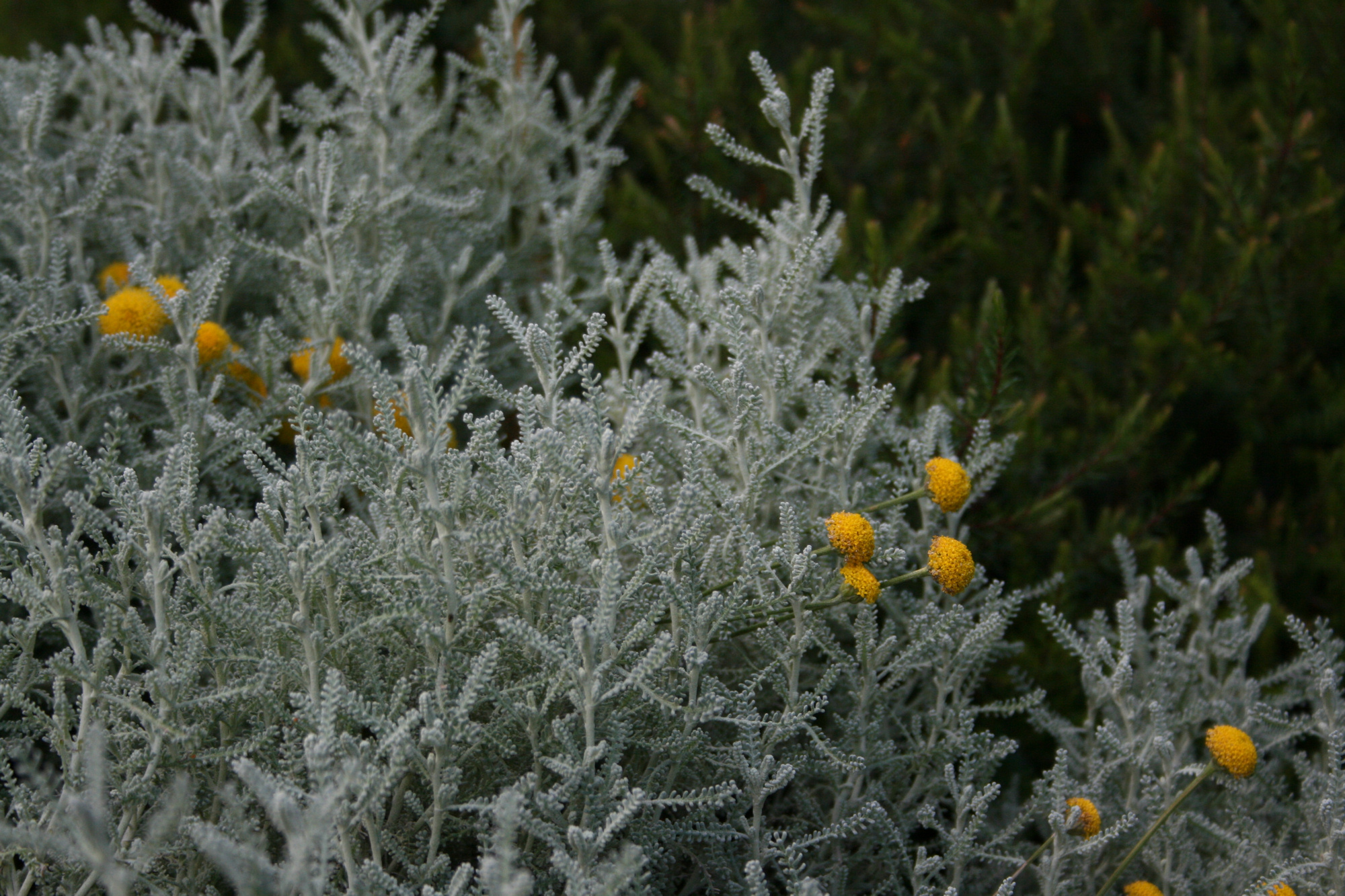
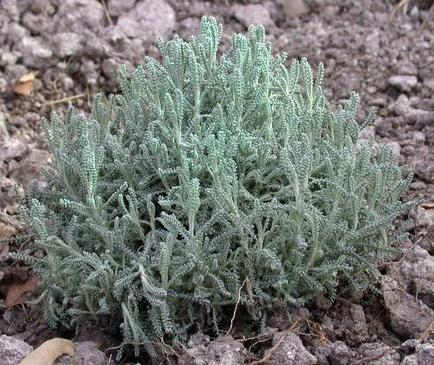
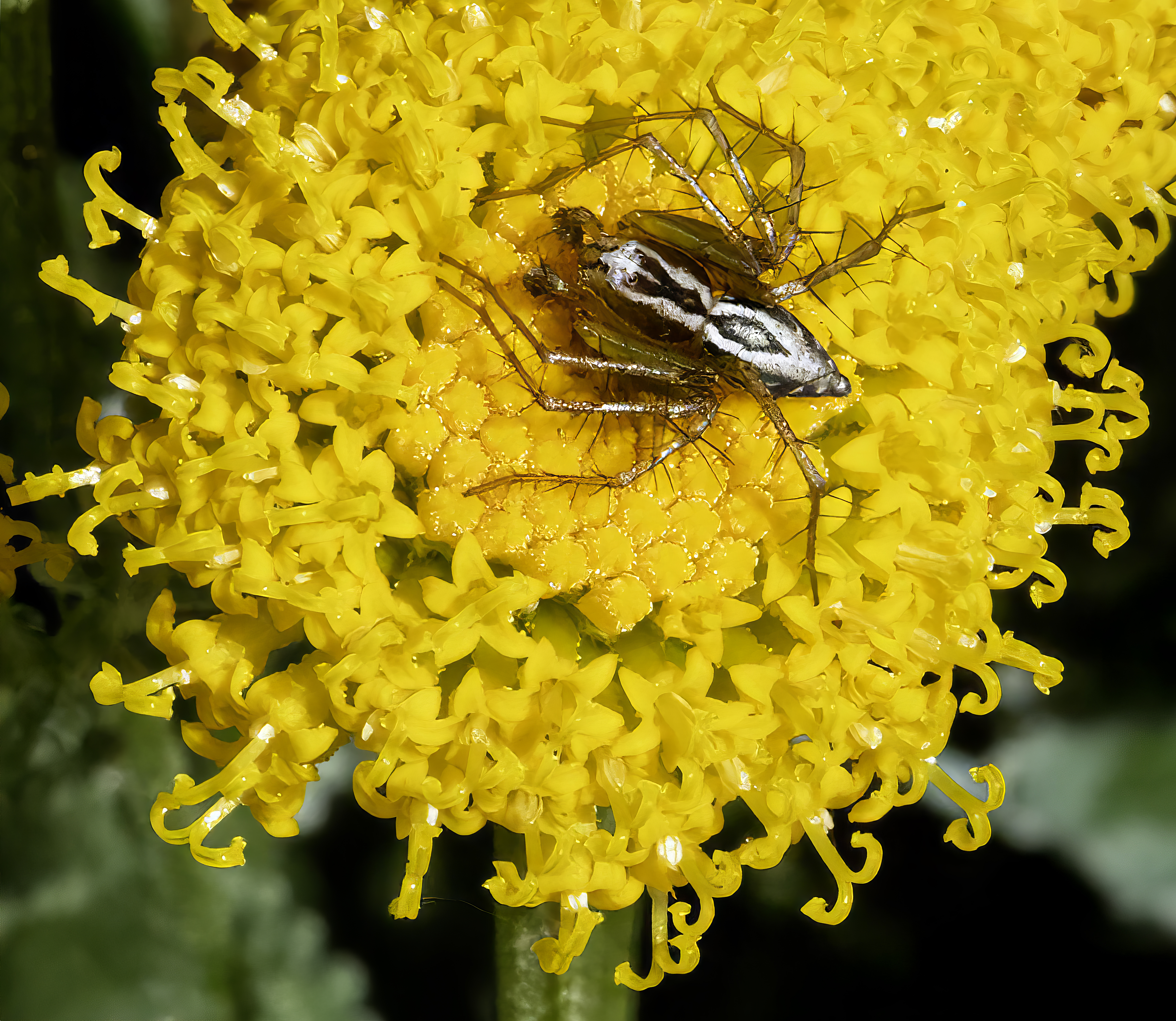

## Tác nhân gây bệnh
- Phytophthora tentaculata[4]